# Condado de Grant (Oregón)
El condado de Grant es uno de los 36 condados del estado estadounidense de Oregón. La sede del condado es Canyon City, al igual que su mayor ciudad. El condado tiene un área de 11.731 km² (de los cuales 2 km² están cubiertos por agua) y una población de 7.935 habitantes, para una densidad de población de 1 hab/km² (según censo nacional de 2000). Este condado fue fundado en 1864.

## Geografía

### Condados adyacentes
- Condado de Malheur - (sureste)
- Condado de Harney - (sur)
- Condado de Crook - (oeste)
- Condado de Wheeler - (oeste)
- Condado de Morrow - (norte)
- Condado de Umatilla - (norte)
- Condado de Union - (noreste)
- Condado de Baker - (este)

## Demografía
Para el censo de 2000, había 7.935 personas, 3.246 cabezas de familia, y 2.233 familias residiendo en el condado. La densidad de población era de 2 habitantes por milla cuadrada.
La composición racial del condado era:
- 95,69% blancos
- 0,10% negros o negros americanos
- 1,60% nativos americanos
- 0,19% asiáticos
- 0,04% isleños
- 0,68% otras razas
- 1,70% de dos o más razas.

Había 3.246 cabezas de familia, de las cuales el 30,10% tenían menores de 18 años viviendo con ellas, el 57,90% eran parejas casadas viviendo juntas, el 7,90% eran mujeres cabeza de familia monoparental (sin cónyuge), y 31,20% no eran familias.
El tamaño promedio de una familia era de 2,89 miembros.
En el condado el 25,80% de la población tenía menos de 18 años, el 5,60% tenía de 18 a 24 años, el 24,00% tenía de 25 a 44, el 27,90% de 45 a 64, y el 16,80% eran mayores de 65 años. La edad promedio era de 42 años. Por cada 100 mujeres había 99,30 hombres. Por cada 100 mujeres mayores de 18 años había 97,10 hombres.

## Economía
Los ingresos medios de una cabeza de familia del condado eran de USD$32.560 y el ingreso medio familiar era de $37.159. Los hombres tenían unos ingresos medios de $31.843 frente a $22.253 de las mujeres. El ingreso per cápita del condado era de $16.794. El 11,20% de las familias y el 13,70% de la población estaban debajo de la línea de pobreza. Del total de gente en esta situación, 16,60% tenían menos de 18 y el 10,20% tenían 65 años o más.

## Localidades

### Ciudades
| - Canyon City - Dayville - Granite - Greenhorn - John Day | - Long Creek - Monument - Mount Vernon - Prairie City - Seneca |

### Áreas no incorporadas
| - Austin - Austin Junction - Bates - Beech Creek - Cabell City | - Courtrock - Dale - Fox - Galena - Hamilton | - Izee - Kimberly - Range - Ritter - Robinsonville | - Silvies - Susanville - Three Forks |